# هوانغ جون
هوانغ جون (بالصينية: 黄峻) هو اقتصادي صيني، ولد في مايو 1975 في زونغشان في الصين.